# Barelli
Barelli est une série de bande dessinée d'aventure humoristique franco-belge créée par l'auteur Bob de Moor pour le journal de Tintin en juillet 1950 avant de la publier en album aux Éditions du Lombard à partir de 1956 dans la Collection du Lombard.
Le style graphique rappelle celui des Aventures de Tintin étant donné que l'auteur était l'animateur principal des Studios Hergé (1950-1986), d'où l'influence de la Ligne claire, très sensible dans les albums.
Cette série a été récompensée par le Prix Ciso à Bréda en 1972 et le Prix de La Serpe d'Argent à Tournai en 1981.

## Descriptions

### Synopsis
Georges Barelli, comédien de profession, se retrouve entraîné malgré lui dans des aventures dangereuses.

### Personnages
- Georges Barelli, originaire de Yougoslavie portant un nom italien, est un comédien de théâtre, vedette internationale en interprétant Antonio dans Le Marchand de Venise de William Shakespeare.
- L'inspecteur Moreau, de la Police Judiciaire à Paris.
- Le journaliste Randor, un ami de Georges Barelli
- Anne Nannah, actrice, amie de l'acteur dont elle est discrètement éprise.
- Sophia Barelli, la tante de Georges ou "Georgio".
- Vittorio Barelli, l'oncle de Georges et frère de Sophia.

## Publications

### Revues

#### Tintin
Le 27 juillet 1950, la couverture de Tintin no 30 révèle un nouveau personnage déguisé en costume de la Renaissance s'échappant d'un théâtre sous les yeux étonnés des spectateurs et des passants. Son aventure y commence alors dans un récit à suivre sous le titre L'Énigmatique Monsieur Barelli, qui durera trente-et-une semaines. Le comédien reviendra dans le numéro du 7 mars 1951 dans Monsieur Barelli à Nusa Penida jusqu'au no 14 du 2 avril 1952 avant de reprendre au no 16 du 16 avril de la même année, pendant cinq semaines. Après onze années d'absence, une annonce rédactionnelle du no 53 du 31 décembre 1963 fait savoir aux lecteurs fidèles que Barelli revient au prochain numéro dans Barelli et les Agents secrets, le 7 janvier 1964, durant seize numéros. Quatre ans plus tard, on le retrouve dans deux récits complets de sept planches C'est dans le lac !, au no 1 du 2 janvier 1968, et Barelli et La Mort de Richard II, au no 29 du 16 juillet. Dans les années 1970, le héros replonge dans deux nouvelles (et dernières) aventures à suivre Barelli et le Bouddha boudant au no 9 du 29 février 1972 et Le Seigneur de Gonobutz au no 30 du 20 juillet 1976 jusqu'au 7 septembre, ce qui marque la dernière apparition de Barelli dans une longue histoire.
Néanmoins, au profit des rééditions des albums au format de 44 pages, des planches inédites sont réalisées par Bob de Moor en 1980 et 1982 et paraissent dans le journal Tintin. Pour la première aventure, 14 planches inédites sont réalisées (une histoire se passant à St Germain des Prés à Paris) et pour la seconde aventure, pas moins de trente planches sont ajoutées ! (dans celles-ci est réintroduit le personnage féminin que l'on trouve dans les histoires parues durant les années 1970).

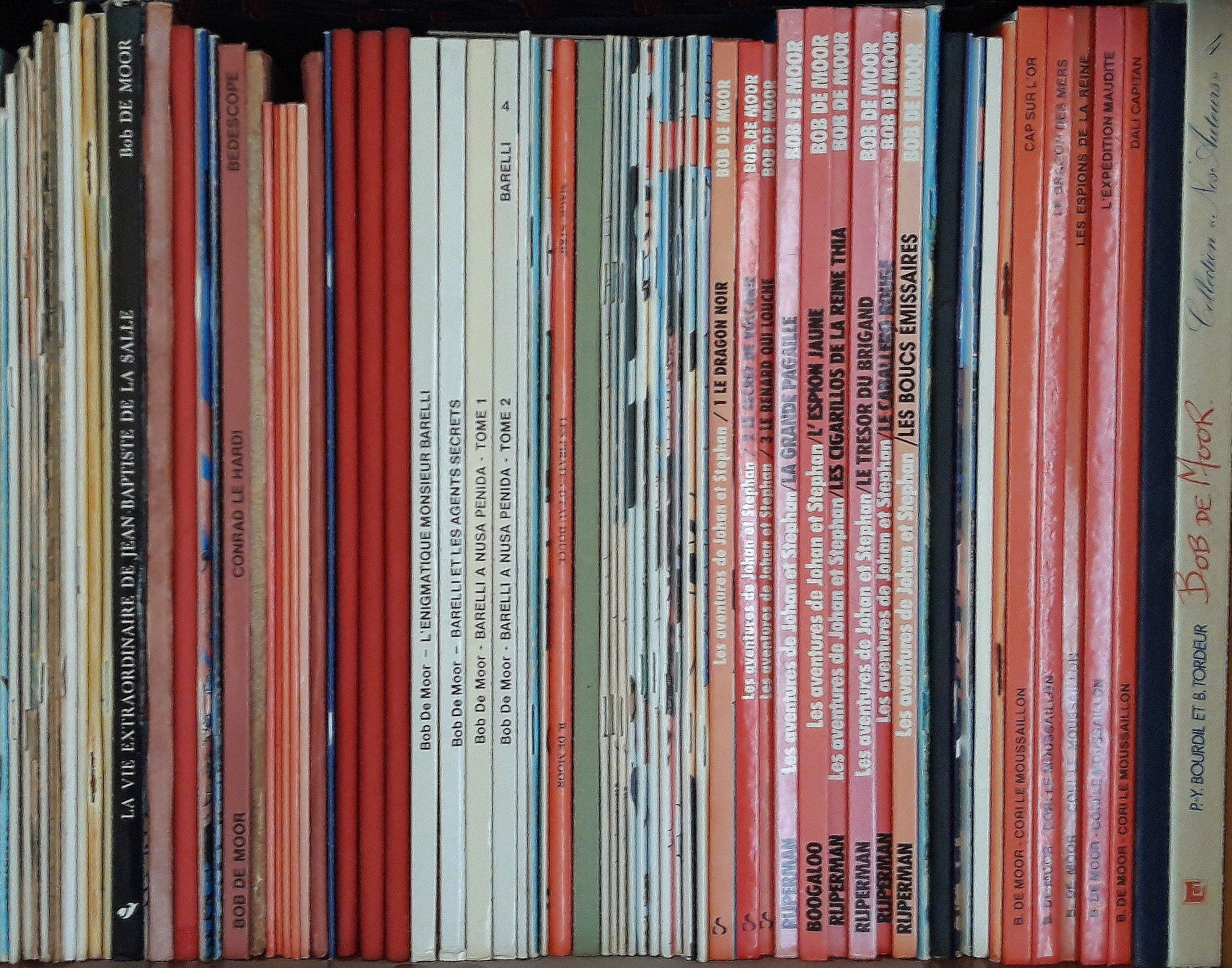
Livres de Bob De Moor.

| Année | Titre                              | Tintin belge | Tintin belge | Tintin français | Tintin français |
| Année | Titre                              | Début        | Fin          | Début           | Fin             |
| 1950  | L'Énigmatique Monsieur Barelli     | no 30        | no 9         | no 105          | no 134          |
| 1951  | Monsieur Barelli à Nusa Penida     | no 10        | no 14        | no 135          | no 192          |
| 1952  | Monsieur Barelli à Nusa Penida     | no 16        | no 20        |                 |                 |
| 1964  | Barelli et les Agents secrets      | no 1         | no 15        | no 800          | no 814          |
| 1968  | C’est dans le lac !                | no 1         |              | no 1002         |                 |
| 1968  | Barelli et La Mort de Richard II   | no 29        |              | no 1029         |                 |
| 1972  | Le Bouddha boudant                 | no 9         | no 20        | no 1218         | no 1229         |
| 1974  | Bonne mine à la mer                | no 6         | no 14        | no 63           | no 69           |
| 1976  | Barelli et Le Seigneur de Gonobutz | no 30        | no 37        | no 52           | no 58           |
| 1989  | Bruxelles Bouillonne               | no           | no           | no              | no              |
| ----- | ---------------------------------- | ------------ | ------------ | --------------- | --------------- |

#### Tintin Pocket Sélection
Pour la revue Tintin Pocket Sélection no 26 se publie Barelli et le Nez de Cléops, en 1974.

#### Super Tintin
Le récit complet de quatre planches intitulé Top Secret ! apparaît dans Super Tintin no 7 sur le thème d'Espionnage, en 1979.

#### Hop!
Barelli et La Mort de Richard II s'aventure sur les planches de Hop ! no 24 du juin 1980.

#### Sapristi
La revue Sapristi ! reprend le récit complet de quatre planches intitulé Top Secret !, déjà imprimé pour Super Tintin no 7 en 1979.

### Albums originaux

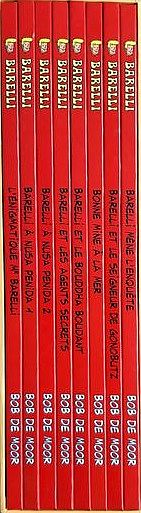
Intégrale Barelli.

- 1 L'Énigmatique M. Barelli, Éditions du Lombard, Collection du Lombard, 1956
Scénario, dessin et couleurs : Bob de Moor
- 2 Barelli et les Agents secrets, Éditions du Lombard, Collection Vedette no 19, 1973
Scénario, dessin et couleurs : Bob de Moor
- 3 Barelli et le Bouddha boudant, Éditions du Lombard, Collection Vedette no 25, 1974
Scénario, dessin et couleurs : Bob de Moor
- 4 Bonne Mine à la Mer, Éditions du Lombard, Collection Vedette no 34, 1975
Scénario, dessin et couleurs : Bob de Moor
- 5 M. Barelli à Nusa Penida, tome 1, Bédéscope, Prestige, 1980
Scénario, dessin et couleurs : Bob de Moor
- 6 M. Barelli à Nusa Penida, tome 2, Bédéscope, Prestige, 1980
Scénario, dessin et couleurs : Bob de Moor
- 7 Le Seigneur de Gonobutz, Bédéscope, Prestige, 1980
Scénario, dessin et couleurs : Bob de Moor
- 8 Barelli et La Mort de Richard II, Bédéscope, Prestige, 1980
Scénario, dessin et couleurs : Bob de Moor

#### Intégrales
- Barelli, Rombaldi, Meilleures histoires journal Tintin, 1983
Scénario, dessin et couleurs : Bob de Moor - (ISBN 2-8036-0373-X)
- Barelli, BD Must, 2011
Scénario, dessin et couleurs : Bob de Moor

## Récompenses
Pour cette série, Bob de Moor a remporté le Prix Ciso à Bréda en 1972 et Prix de La Serpe d'Argent à Tournai en 1981.

## Pastiches
- Barelli, une planche réalisée par Jean-Claude Servais pour Tintin, numéro spécial 35 ans, en 1981.
- Barillé, une planche réalisée par Roger Brunel pour le troisième tome École franco-belge de la série Pastiches aux éditions Glénat en 1984.
- Bary Lelli, deux planches réalisées par Bob de Moor, lui-même pour le premier tome la série Parodies aux éditions MC Productions en 1987.
- Barelli se balade dans Barcelone, pastiche en deux planches + une couverture réalisé par Régric en 2013 pour Netcom2 Editorial[9].